# Паланкин
Паланкинът, известен и като паланкина, е историческо транспортно средство, широко разпространено най-вече в земите на Далечния изток. Това е открита или покрита носилка, носена от хора, с която се пренасяли пътници. В древността средството е с формата на стол, като в двата му края са били закрепени две носещи кобилици. В Древен Египет е имал формата на шейна, която се тегли или бута и е изобразен на египетските стенописи; използван е и от персите. Споменат е в книгата на Исая. През годините паланкинът е бил променян, за да предлага удобство на владетелите. 